# ジャン＝フランソワ・ルジャンドル＝エラル

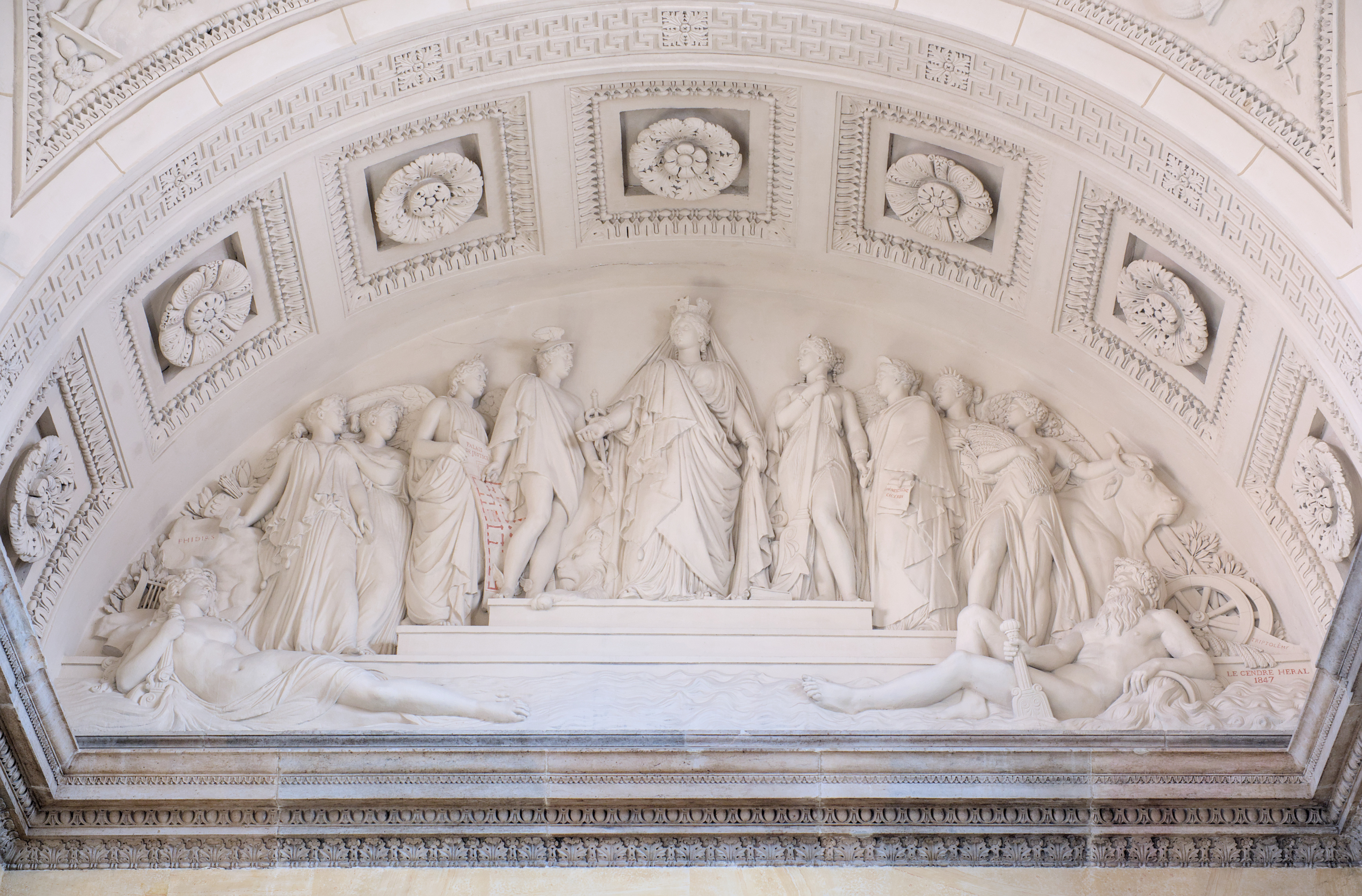
現存しない旧リヨン裁判所のルジャンドル＝エラル作の装飾彫刻 (1847)

ジャン＝フランソワ・ルジャンドル＝エラル（Jean-François Legendre-Héral,1796年1月21日 - 1851年9月13日）は、フランスの彫刻家である。

## 略歴
フランス南部のモンペリエで生まれた。有名な軍人などを先祖に持つ家系の出身で、父親はパリで病院の事務長や郵便局長を務めた後、モンペリエに赴任し、そこで結婚した人物である。父親が亡くなった後、母親はエラルという姓の音楽家と再婚し、家族はリヨンに住んだ。義父はルジャンドル＝エラルの芸術的才能を認め、美術を学ぶように勧めてくれたので、姓に義父の姓を付け加えて活動することになった。
後にリヨン国立高等美術学校となるリヨンの絵画学校で1810年から学びはじめ、彫刻を学ぶようになり、彫刻家のジョゼフ・シナールの学生になった。展覧会で佳作や2等のメダルを受賞し、1913年にシナールが亡くなった後はジョゼフ＝シャルル・マラン（Joseph-Charles Marin: 1749–1834）に学んだ。
1818年にマランが美術学校を辞職すると、23歳という異例の若さでマランの後任の彫刻の教師に選ばれた。1818年7月にリヨン市長の勅令で彫刻の教授に任命された。ルジャンドル＝エラルの学生や弟子にはジャン・マリー・ボナシュー（1810-1892）やイポリット・フランドラン（1809-1864）らがいる。1819年にパリのルーブルで開かれた展覧会に出展し、金メダルを受賞した。
美術品の需要が少なかったことなどから彫刻クラスは、学生を集めるのが困難であったこともあり、ルジャンドル＝エラルは自らの技術を向上させるために留学のための休暇を申請し、留学後10年間職務を続けることと市のために2点の彫刻作品を制作することを条件に2年間、パリとローマで修行した。
リヨンに戻った後、1824年2月に教え子の一人と結婚した.。
1825年にモンペリエ市から注文を受けて、ルイ14世の騎馬像を造るために弟子たちとパリやモンペリエで働いた。1828年からリヨンのシャルルマーニュ広場（Cours Charlemagne）の北の地域に住み、同僚たちを招いた。
リヨン市などのために、多くのモニュメントを制作し、1837年にレジオンドヌール勲章（シュバリエ）を受勲した。1838年に教職を辞任し、1839年にパリに移り、国からの注文を受けモニュメントを制作した。
病気のために1849年にセーヌ＝エ＝マルヌ県のマルシリー(Marcilly)の邸を買って移り、療養したが、1851年にマルシリーで亡くなった。
チャールズ・ルジャンドル（1830-1899）として知られる息子は、20代でアメリカ合衆国に渡り、南北戦争の軍人となり、その後日本や韓国の外交顧問となった人物である。

## 作品

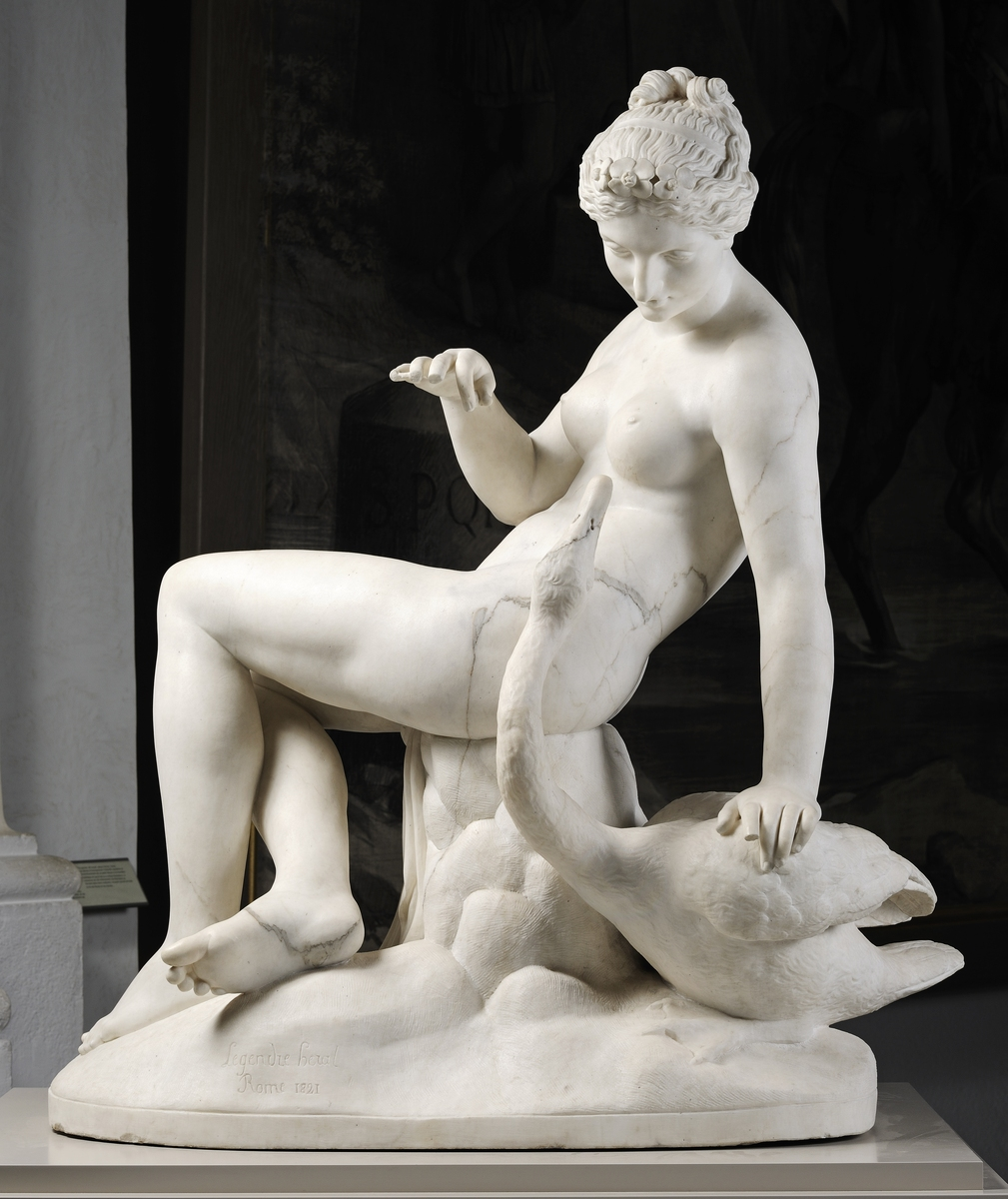
レダと白鳥 (1821) リヨン美術館
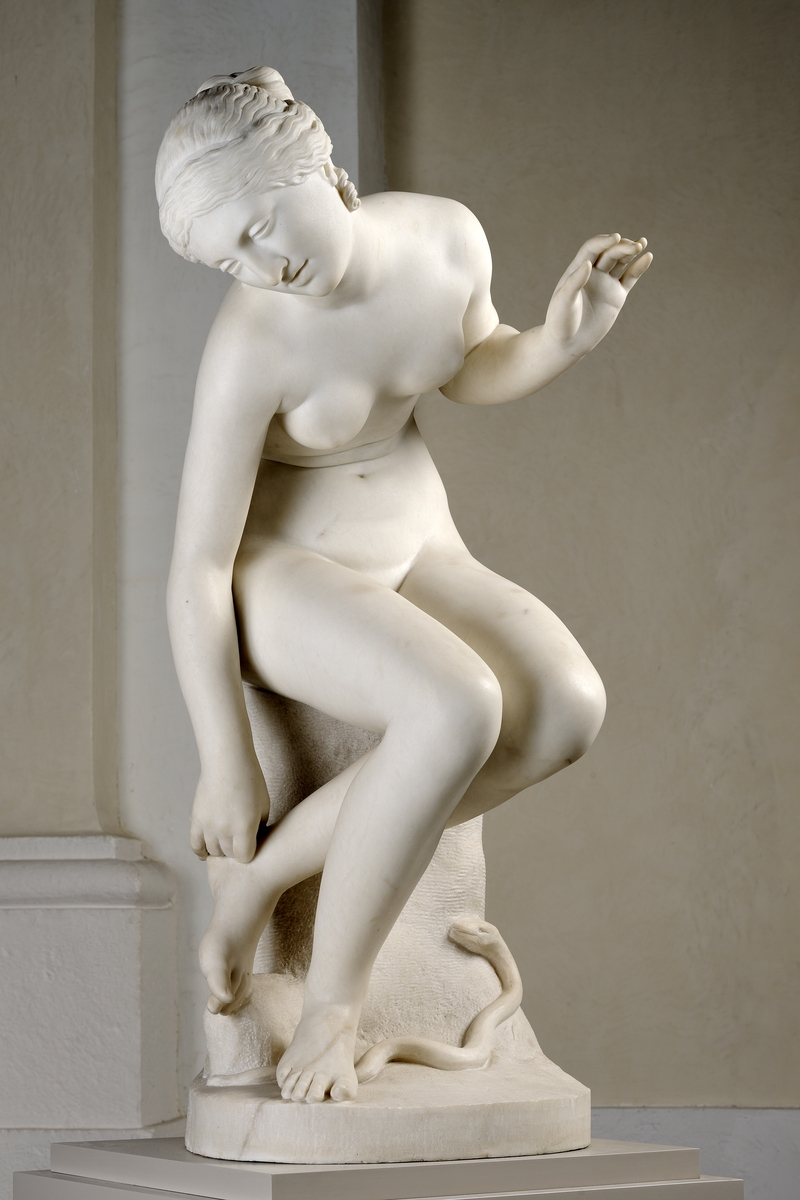
エウリュディケー(1821) リヨン美術館
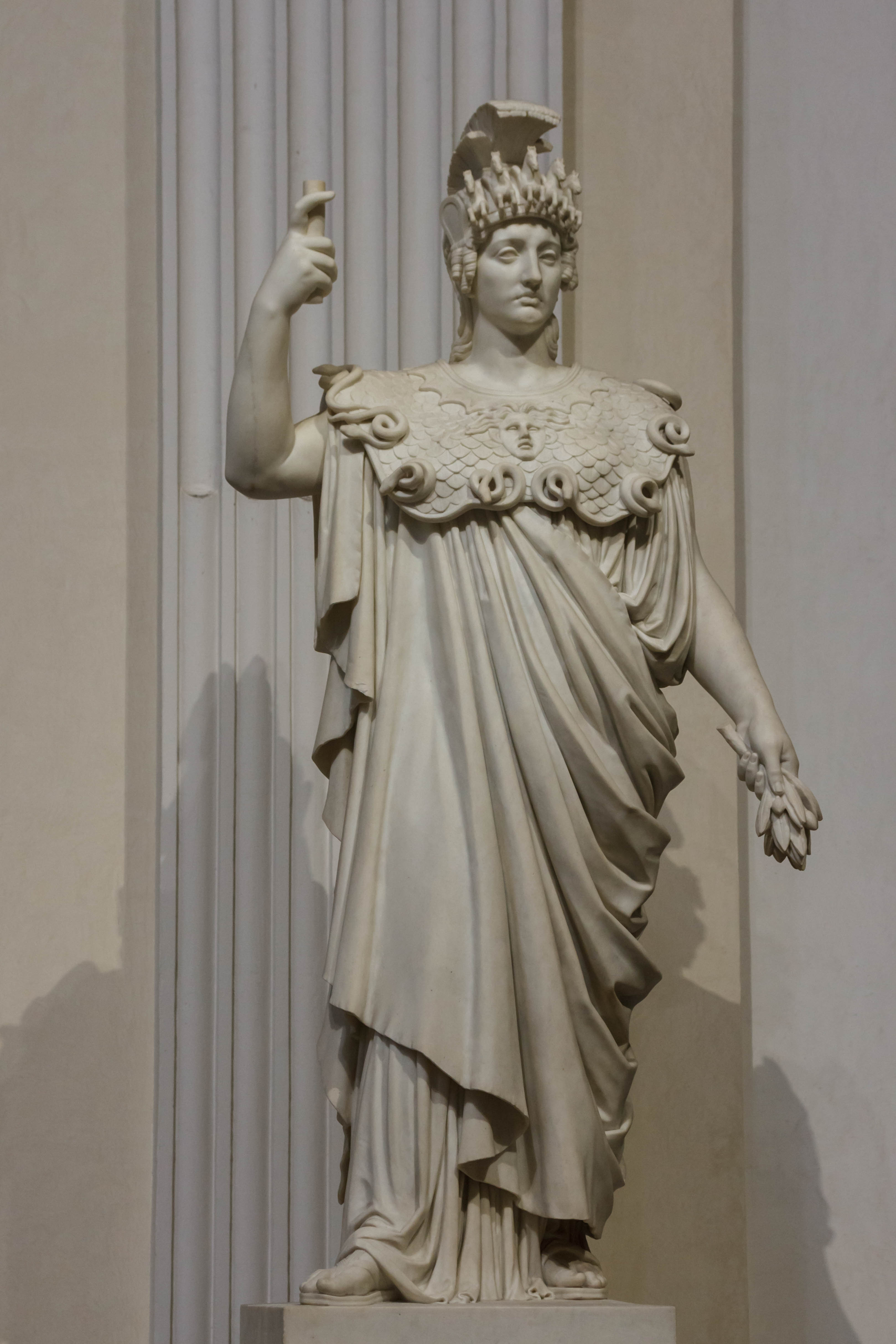
ミネルヴァ (1837/1840) リヨン美術館
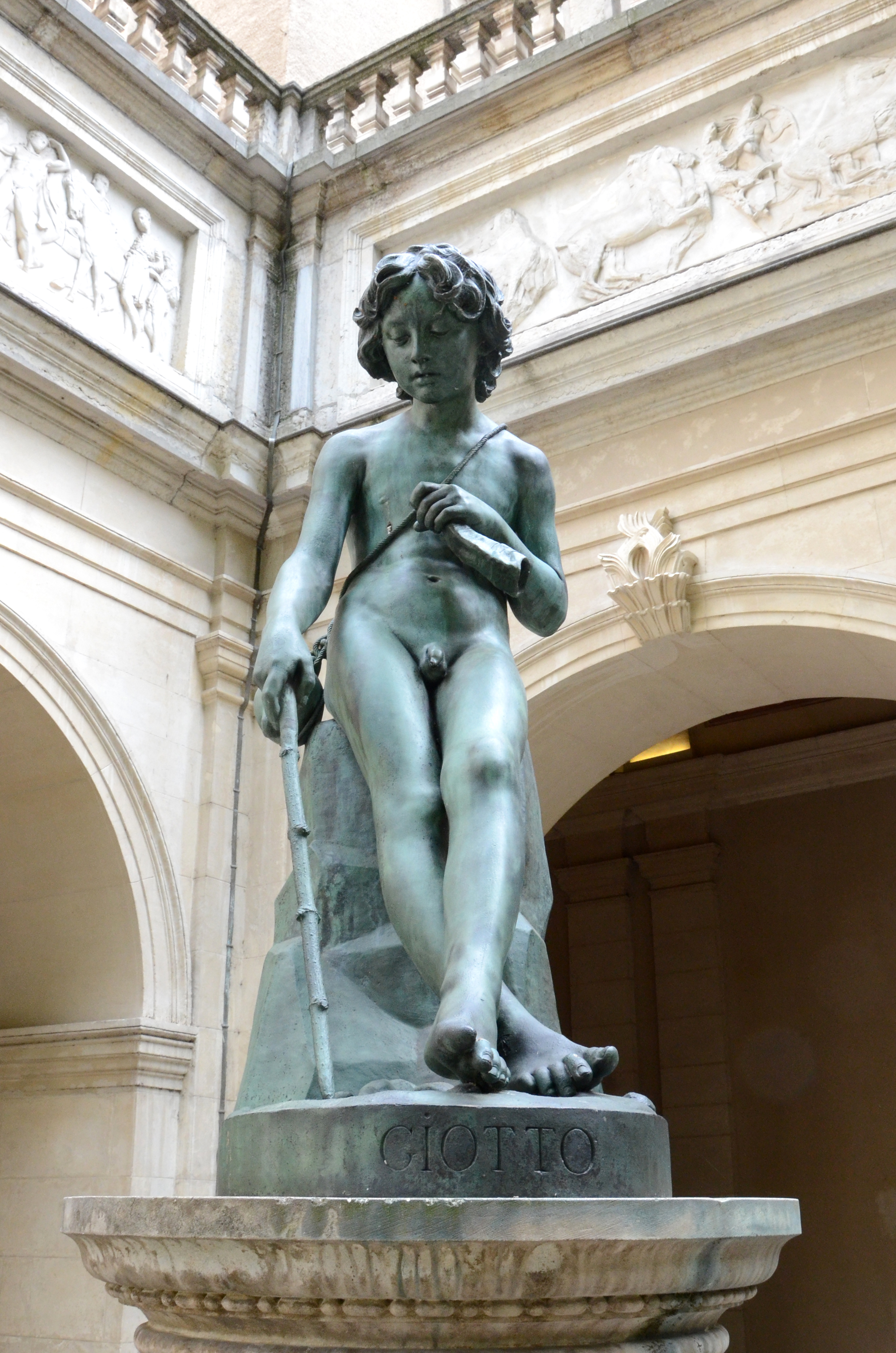
リヨン美術館の「羊飼いの少年時代の画家ジョット像　(1842)